# Sherwoodskoven
Sherwoodskoven er en skov og royal forest i Nottinghamshire i England, der er berømt for at blive associeret med legenden om Robin Hood, som skulle have holdt til omkring Major Oak.
Pollenanalyse viser, at området har været skov siden slutningen af sidste istid. I dag er skoven et naturreservat 423,3 hektar, der omkranser landsbyen Edwinstowe, hvor Thoresby Hall ligger. Det er resterne af en ældre og meget større kongelig jagtskov, der fik sit navn fra dets status som shire (eller sher) og wood i Nottinghamshire, og den gik ind i flere omkringliggende counties, hvor grænsen mod vest var floden Erewash og Forest of East Derbyshire. Da Domesday Book blev skrevet i 1086, dækkede skoven muligvis en fjerdedel af Nottinghamshire.